# Tiroirs de poche et fonds de miroir
Tiroirs de poche et fonds de miroir est un recueil de bandes dessinées de Jean-Claude Forest.

## Sommaire
Tiroirs de poche…
- « Toi, t'as connu Louis (java) chanson nostalgique et gaillarde »
- « Chansons froides »
- « Chanson tiède »
- « Chanson niaise et de matelot »
- « Chanson inachevée… pour faire un bout de chemin »
- « Chanson froide pour Serre chaude »
- « Chanson cravate »
- « Salope Song »
- « Chanson pour en finir »

…et fonds de miroir
- « Quand les vases communiquent »
- « Rue du Faubourg Poissonnière » (scénario et dialogues : Danie Dubos)
- « À propos de bottes »

## Publication

### Revue
- « À propos de bottes », Charlie Mensuel no 36, 1972[1].
- « Toi, t'as connu Louis (java) chanson nostalgique et gaillarde », sous le titre « Une chanson », Phénix no 31, 1973[2].
- « Chansons froides », sous le titre « Quand nous serons jeunes », Circus no 1, 1975[3].
- « Chanson niaise et de matelot », sans titre, Circus no 3, 1975[3].
- « Salope Song », Fluide glacial no 1, 1975[4].
- « Quand les vases communiquent », Fluide glacial no 3, 1975[4].

### Albums
L'album paraît en 1976 aux éditions Pierre Horay.